# Weston (Wisconsin)
Weston is een plaats (village) in de Amerikaanse staat Wisconsin, en valt bestuurlijk gezien onder Marathon County.

## Demografie
Bij de volkstelling in 2000 werd het aantal inwoners vastgesteld op 12.079. In 2006 is het aantal inwoners door het United States Census Bureau geschat op 13.177, een stijging van 1098 (9,1%).

## Geografie
Volgens het United States Census Bureau beslaat de plaats een oppervlakte van 55,3 km², waarvan 55,2 km² land en 0,1 km² water.

## Plaatsen in de nabije omgeving
De onderstaande figuur toont nabijgelegen plaatsen in een straal van 12 km rond Weston.